# Guseripl
Guseripl (russisch Гузерипль) ist ein Dorf (possjolok) in Südrussland. Es gehört zur Republik Adygeja und hat 106 Einwohner (Stand 2019). Im Ort gibt es 5 Straßen. Das Dorf wurde 1924 gegründet.

## Geographie
Das Dorf liegt in einer bergigen Zone am linken Ufer des Flusses Belaja, 72 km südlich von Tulski (dem Verwaltungszentrum des Bezirks) auf der Straße. Chamyschki ist der nächstgelegene ländliche Ort.